# Саркинети
Саркинети (груз. სარკინეთი) — село в Грузии, на территории Дманисского муниципалитета края (мхаре) Квемо-Картли.

## География
Село находится в юго-восточной части Грузии, на расстоянии приблизительно 18 километров (по прямой) к северо-западу от города Дманиси, административного центра муниципалитета. Абсолютная высота — 1353 метра над уровнем моря.

## Население
По результатам официальной переписи населения 2014 года в Саркинети проживало 96 человек (48 мужчин и 48 женщин). В национальной структуре населения грузины составляли 76 %, азербайджанцы — 16,7 %, греки — 7 %.
| Год  | Население, человек |
| ---- | ------------------ |
| 2002 | 63                 |
| 2014 | ↗ 96               |